# Södra Fjärdskär, Korpo
Södra Fjärdskär är en klippa i Finland.   Den ligger i kommunen Pargas i den ekonomiska regionen  Åboland  och landskapet Egentliga Finland, i den sydvästra delen av landet, 190 km väster om huvudstaden Helsingfors.
Terrängen runt Södra Fjärdskär är mycket platt.  Närmaste större samhälle är Korpo, 16,3 km norr om Södra Fjärdskär. 